# Les Vinyes (Herba-savina)
Les Vinyes és un paratge del terme municipal de Conca de Dalt, a l'antic terme d'Hortoneda de la Conca, al Pallars Jussà, en territori que havia estat del poble d'Herba-savina.
Està situat a prop i a llevant d'Herba-savina i de les Clots, entre la llau del Canalot (ponent) i la llau del Joquer (llevant). Actualment l'espai de les antigues vinyes està ocupat per un bosc de pi negre.